# أيل أنوي المسكي
أيل أنوي المسكي (الاسم العلمي: Moschus anhuiensis) نوع من الثدييات يتبع جنس الأيل المسكي من فصيلة الأيائل المسكية.